# Liao Ming-Hsiung
Liao Ming-Hsiung (廖敏雄S, Liào MǐnxióngP; 18 ottobre 1968) è un ex giocatore di baseball taiwanese.

## Palmarès

### Olimpiadi
- Argento a Barcellona 1992.